# الصمد الشمالی
الصمد الشمالی (به عربی: الصمد الشمالی) یک منطقهٔ مسکونی در عربستان سعودی است که در استان مکه واقع شده‌است.